# Pisão (usurpador)
Pisão (em latim: Piso) foi oficial e então usurpador romano contra o imperador Galiano (r. 253–268), um dos Trinta Tiranos da História Augusta. De início era um oficial dos usurpadores Macriano Maior e seus filhos Macriano Menor e Quieto enviado à Grécia para tomar controle da região em nome deles contra o imperador legítimo Galiano. Foi confrontado pelo futuro usurpador Valente Júnior e morto pelas tropas dele na Tessália pouco depois de proclamar-se imperador. A existência de Pisão, entretanto, é contestada.

## Vida
Em 261, quando os usurpadores Macriano Maior e Macriano Menor marcharam do Oriente em direção ao Ocidente para confrontar o imperador Galiano (r. 253–268), enviaram Pisão à Grécia para atacar o governador lealista Valente. De acordo com a História Augusta, única fonte de informação sobre Pisão, pertencia à estimada família consular dos Calpúrnios e foi cognominado Frúgio por ser romano de virtudes estritas. A partir de um senatus consultum, talvez inventado pelo autor anônimo da História Augusta, ele foi agraciado com uma estátua. Outrossim, ao ser confrontado por Valente, recua à Tessália, onde assume o título de Tessálico e proclama-se imperador, apenas para ser pouco tempo depois morto pelas tropas de Valente.